# Arrondissement municipali di Lione
Gli arrondissement municipali di Lione sono una divisione amministrativa che divide il territorio della città in nove circondari (arrondissement in francese) municipali.

## Istituzione
La legge 82-1169 del 31 dicembre 1982 relativa all'organizzazione amministrativa di Parigi, Marsiglia, Lione e degli enti pubblici di cooperazione intercomunale, nota come legge PML da nomi dei tre comuni interessati, ha stabilito lo statuto amministrativo applicabile alla città di Lione. Questo provvedimento è stato adottato nell'ambito della legge sul decentramento (Legge Deferre) del 2 marzo 1982.
In questo contesto, la legge PLM ha trasformato gli ex municipi distrettuali in organizzazioni elette localmente, le quali però non sono municipi a tutti gli effetti, in quanto non impongo tasse e non hanno particolare rilevanza amministrativa. Sono però consultate dal comune di Lione prima di prendere decisioni di interesse locale.
La legge PLM fa parte del Codice generale delle collettività territoriali.

## Elenco degliarrondissementmunicipali
| Codice INSEE | Codice Postale | Arrondissement | Data di creazione | Popolazione (2019) | Superficie (ha) | Densità (ab./km2) |
| ------------ | -------------- | -------------- | ----------------- | ------------------ | --------------- | ----------------- |
| 69381        | 69001          | I              | 24 marzo 1852     | 29 641             | 151             | 19 630            |
| 69382        | 69002          | II             | 24 marzo 1852     | 31 303             | 341             | 9 180             |
| 69383        | 69003          | III            | 24 marzo 1852     | 102 725            | 635             | 16 177            |
| 69384        | 69004          | IV             | 24 marzo 1852     | 36 064             | 293             | 12 309            |
| 69385        | 69005          | V              | 24 marzo 1852     | 49 664             | 623             | 7 972             |
| 69386        | 69006          | VI             | 17 luglio 1867    | 52 862             | 377             | 14 022            |
| 69387        | 69007          | VII            | 8 marzo 1912      | 82 573             | 975             | 8 469             |
| 69388        | 69008          | VIII           | 9 febbraio 1959   | 86 154             | 667             | 12 917            |
| 69389        | 69009          | IX             | 12 agosto 1964    | 51 983             | 725             | 7 170             |

## Storia
La creazione dei primi arrondissement di Lione risale al 24 marzo 1852. Un toponimo locale (via 24 marzo 1852) ricorda l'evento. Nella stessa occasione furono annessi i comuni di Vaise, La Croix-Rousse e La Guillotière. Ulteriori arrondissement furono creati nel 1867, 1912, 1959 e 1964 (vedi tabella).
Oltre a queste principali modifiche, sono state poi apportate modifiche minori nella divisione dei distretti:
- La parte nord-est del Parco della Tête d'Or è stata annessa al VI arrondissement, scorporandola dal comune di Villeurbanne nel 1895;
- Durante l'urbanizzazione di La Duchère nel 1959, 16 ettari furono sottratti al comune di Écully e 24 al comune di Champagne-au-Mont-d'Or per essere annessi all'attuale IX arrondissement;
- Vaise è stato rimosso dal V arrondissement per formare il IX con Saint-Rambert-l'Île-Barbe, dopo l'annessione di quest'ultimo a Lione nel 1964.

I 14 cantoni preesistenti furono de facto aboliti il 1º gennaio 2015 con la creazione della Metropoli di Lione.